# Комиш-Бурунська коса
Коми́ш-Буру́нська коса́ (Аршинцівська коса) — акумулятивне піщане утворення у східній частині Керченського півострова на березі Керченської протоки.

## Географія
Коса розташована на південному сході Керченського півострова, на узбережжі Комиш-Бурунської бухти Керченської протоки, та є адміністративно-територіальною одиницею міста Керч АР Крим.
Починаючи з 1996, тут відбувається прогресуючий розмив берегової смуги, в результаті якого споруди та домівки, що знаходяться на її території, руйнуються.
У січні 2007 через вітровий нагін морської води в зоні підтоплення опинилися 25 гуртожитків ВАТ «Аршинцівський рибопереробний завод». Тоді довелося евакуювати 51 жителя, з них 8 дітей.
Ситуація на Аршинцівській косі визнана надзвичайною регіонального рівня.